# Aeroportul Internațional Tallahassee
Aeroportul Internațional Tallahassee (IATA: TLH, ICAO: KTLH, FAA LID: TLH) este un aeroport din Florida, Statele Unite ale Americii ce deservește zona Tallahassee. Aeroportul a fost tranzitat în 2019 de 830.544 de pasageri. A fost deschis în 1929 și numit după zona deservită.
Situat la o altitudine de 25 m, aeroportul dispune de 2 piste.

## Infrastructură

### Piste
Aeroportul dispune de 2 piste. Pista 09/27 are suprafața de asfalt și dimensiunile 8.000 picioare × 150 picioare. Pista 18/36 are suprafața de asfalt și dimensiunile 7.000 picioare × 150 picioare. 